# Lucas, der Ameisenschreck
Lucas, der Ameisenschreck (Originaltitel: The Ant Bully) ist ein US-amerikanischer Computeranimationsfilm aus dem Jahr 2006, der auf dem Kinderbuch The Ant Bully von John Nickle basiert. Regie führte John A. Davis, der auch das Drehbuch schrieb und den Film mitproduzierte.

## Handlung
Der zehnjährige Lucas Nickle zieht in eine neue Nachbarschaft. Hier hat er keine Freunde und wird von einer Bande Jugendlicher schikaniert. Der Anführer der Bande macht sich über Lucas lustig, weil dieser kleiner ist als er und er sich nicht gegen ihn wehren kann. Seinen Frust darüber lässt Lucas dann an noch kleineren Lebewesen aus: den Ameisen in seinem Garten. Diese und deren Ameisenhügel beschießt er mit seiner Wasserpistole.
Als seine Eltern Fred und Doreen auf Hochzeitsreise gehen, bleibt er mit seiner großen Schwester Tiffany und Großmutter Mommo auf sich allein gestellt. Mit der Schwester versteht er sich nicht besonders und seine Großmutter ist besessen von dem Gedanken, dass Aliens sie entführen könnten. Der Schädlingsbekämpfer Stan Beals nutzt die Abwesenheit der Eltern aus und schwätzt dem jungen Lucas seine Dienste auf: Lucas unterzeichnet einen Vertrag, damit Beals die Ameisen im Garten vernichten soll. Nachdem Lucas abermals vom Anführer der Bande tyrannisiert wird, setzt er mit einem Wasserschlauch deren gesamten Ameisenbau unter Wasser und verursacht damit Zerstörung und Chaos.
Die Ameise Zoc fertigt daraufhin einen magischen Trank an, der Lucas eines Nachts verabreicht wird. Durch diesen schrumpft Lucas auf die Größe einer Ameise. Den geschrumpften Lucas bringt man in den Ameisenbau. Dort fordern viele Ameisen eine harte Bestrafung für den „Zerstörer“; manche wollen ihn auffressen. Doch die weise Königin verurteilt ihn zur Ausbildung und Arbeit im Ameisenbau, damit er die Lebensweise der Ameisen kennenlernt. Die Ameise Hova meldet sich freiwillig ihn zu unterrichten. Lucas freundet sich mit der Zeit mit den Ameisen an.
Als der von ihm beauftragte Schädlingsbekämpfer auftaucht, hilft er den Ameisen diesen abzuwehren und somit die Kolonie vor dem sicheren Tod zu retten. Die Ameisenkönigin ernennt ihn ehrenhalber zu einer Ameise und gibt ihm den Namen Rokai. Zoc gibt Lucas das Gegenmittel, wonach der Junge wieder zu seiner normalen Größe zurückkehrt. Lucas freut sich, als seine Eltern zurückkehren. Bei den Ameisen hat er gelernt, dass man nur erfolgreich ist, wenn man zueinander steht und Aufgaben gemeinsam angeht. Er und die Kinder aus der Nachbarschaft wehren sich nun gemeinsam gegen die Übergriffe des Raufbolds und können ihn zusammen in die Flucht schlagen.

## Kritiken
Das Lexikon des internationalen Films schrieb: „Der Computer animierte Trickfilm bietet spannende, zudem pädagogisch lehrreiche Unterhaltung und suggeriert durch die Wahl seines Sujets, dass der heimische Zierrasen ein Dschungel voller Gefahren ist. Für kleinere Kinder könnten einige Szenen zu schreckhaft sein.“
James Berardinelli schrieb auf ReelViews, der Film sei eine Enttäuschung für jeden, der auf eine Besserung der zuletzt sinkenden Qualität der Animationsfilme gehofft habe. Die aus dem Moralisieren und aus aneinandergereihten Actionszenen bestehende Handlung sei eine „Beleidigung“ für jeden gebildeten Menschen. Berardinelli erwähnte die zahlreichen beteiligten Stars, wunderte sich jedoch, dass der wenig bekannte Zach Tyler die Hauptsprechrolle bekommen habe.
Die Zeitschrift Cinema schrieb, der einzig für Kinder bestimmte Film sei „kurzweilig, rasant, komisch und sympathisch“. Er beinhalte „beachtliche (wenn auch nicht herausragende) Animationen und eine gehörige Portion Knirps-Action“ sowie „viel schrägen Witz“. Die Geschichte sei jedoch so „frontal- pädagogisch, dass man es lieber keinem Kind zumuten möchte […] machen wir uns nichts vor: Eine (filmische) Lektion in sozialer Kompetenz könnte manchen Kindern durchaus nicht schaden.“
TV Spielfilm schrieb, das „Spektakel im Videospiel-Look [biete] kaum Lacher für Erwachsene. Für Knirpse wiederum ist die Atmo zu unheimlich.“ Das Fazit lautet: „Für Große zu albern, für Kleine zu wild.“

## Auszeichnungen
Julia Roberts wurde im Jahr 2007 für ihre Sprechrolle für den Kids’ Choice Award nominiert. John Debney wurde 2007 für die Filmmusik für den Annie Award nominiert. Der Film erhielt 2007 den Preis Artios der Casting Society of America und wurde für den Tonschnitt für den Golden Reel Award der US-amerikanischen Motion Picture Sound Editors nominiert.

## Hintergründe
Die Produktionskosten betrugen schätzungsweise 50 Millionen US-Dollar. Der Film startete in den US-amerikanischen und in den kanadischen Kinos am 28. Juli 2006, wobei neben der normalen die IMAX-Version veröffentlicht wurde. Der deutsche Kinostart folgte am 12. Oktober 2006. Der Film spielte in den Kinos der USA etwa 28,1 Millionen US-Dollar ein.

## Synchronisation
Die deutschsprachige Synchronisation entstand bei der Film- & Fernseh-Synchron nach einem Dialogbuch von Jan Odle, der auch für die Dialogregie verantwortlich war.
| Rolle               | Originalsprecher/in | Deutsche Synchronstimme |
| ------------------- | ------------------- | ----------------------- |
| Lucas Nickle        | Zach Tyler Eisen    | Adrian Kilian           |
| Hova                | Julia Roberts       | Barbara Schöneberger    |
| Zoc                 | Nicolas Cage        | Hans-Georg Panczak      |
| Königin             | Meryl Streep        | Dagmar Dempe            |
| Stan Beals          | Paul Giamatti       | Reiner Schöne           |
| Kreela              | Regina King         | Sandra Schwittau        |
| Fugax               | Bruce Campbell      | Detlef Bierstedt        |
| Der Ratsvorsitzende | Ricardo Montalbán   | Norbert Gastell         |
| Mommo               | Lily Tomlin         | Marianne Lutz           |
| Doreen Nickle       | Cheri Oteri         | Madeleine Stolze        |
| Fred Nickle         | Larry Miller        | Claus Brockmeyer        |
| Tiffany Nickle      | Allison Mack        | Marieke Oeffinger       |
| Käfer               | Rob Paulsen         | Gunnar Helm             |
| Glühwürmchen        | S. Scott Bullock    | Tilo Schmitz            |
| Fliege              | Mark DeCarlo        | Michael Nowka           |
| Wespenführer        | Richard Green       | Klaus-Dieter Klebsch    |
| Wespenüberlebender  | S. Scott Bullock    | Gerald Schaale          |
| Soldat Ameise       | Don Frye            | Michael Iwannek         |